# Route 3 (Terre-Neuve-et-Labrador)
Pour les articles homonymes, voir Route 3.
La route 3 est une route provinciale secondaire de la province canadienne de Terre-Neuve-et-Labrador située dans l'est de l'île de Terre-Neuve, sur la péninsule d'Avalon. D'orientation nord-sud, elle relie la route 10 à Goulds à la route 2 à Mount Pearl, sur une distance de neuf kilomètres. Nommée Robert Howlett Drive, elle est une route moyennement empruntée et est asphaltée sur l'entièreté de son tracé.

## Tracé
La route 3 débute au croisement de la route 10, à Williams. Alors que la route 10 se dirige vers le nord pour traverser le quartier de Goulds, la route 3 l'évite par l'ouest. Elle emprunte d'abord une trajectoire nord-ouest sur trois kilomètres, puis se dirige vers le nord. La route se termine au croisement de la route 2, à laquelle elle est reliée par un échangeur diamant, elle laisse alors sa place à l'avenue Commonwealth vers Mount Pearl.
La route 3 est le principal lien entre Saint-Jean et le côte est de l'île de Terre-Neuve, desservie par la route 10.
Il est prévu que la route 3A vienne se terminer à l'emplacement de l'extrémité nord de la route 3 lorsque des travaux de parachèvement seront complétés. Bien qu'aucune annonce gouvernementale n'ait été faite à cet effet, il demeure plausible que l'entièreté de l'axe routier soit renuméroté en route 3.

## Intersections
La route 3 ne possède aucune intersection majeure. Le tableau suivant présente tout de même ses deux extrémités.
| Route 3 - Robert Howlett Drive |    | |                                           |
| Location                       | km | Intersection/Destinations | Notes                                     |
| Williams                       | 0  | Route 10 (Main Rd., Southern Shore Hwy.), Goulds, Bay Bulls, Ferryland, Trepassey                                                                              | extrémité sud de la 3                     |
| Mount Pearl                    | 9  | Route 2 (Pitts Memorial Drive), Saint-Jean centre-ville, Conception Bay South; vers Route 1 ouest, Clarenville, Gander / Commonwealth Ave., Mount Pearl centre | extrémité nord de la 3; échangeur diamant |

## Communautés traversées
- Williams
- Goulds
- Mount Pearl